# Sadok Sassi
Sadok Sassi (àrab: الصادق ساسي, aṣ-Ṣādiq Sāsī), també conegut com a "Attouga", (14 de novembre de 1945) és un jugador de futbol retirat de Tunísia.
Jugava a la posició de porter. Defensà els colors del Club Africain i de la selecció de Tunísia. Es va perdre la Copa del Món de Futbol de 1978 per una lesió, essent reemplaçat per Mokhtar Naili.